# Newington Causeway

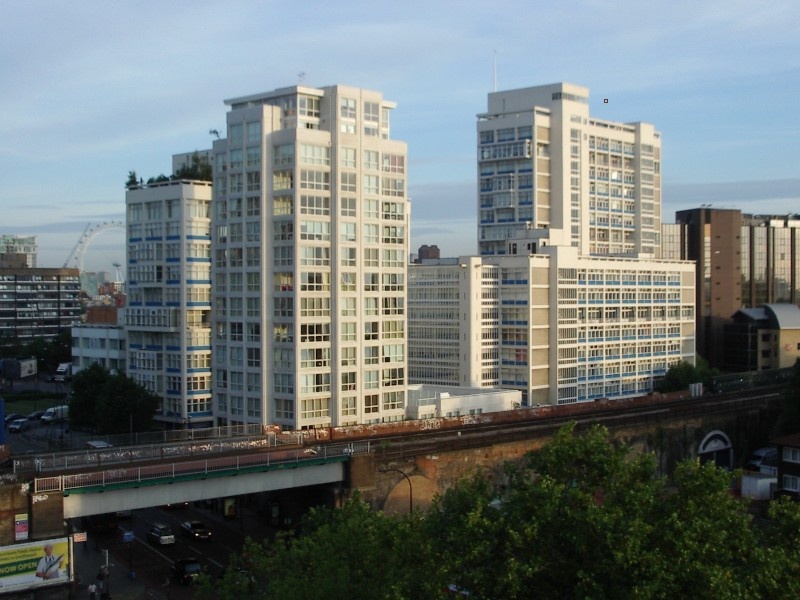
Vista del residencial Metro Central Heights, diseñado porErnő Goldfinger, situado en el extremo sur de Newington Causeway

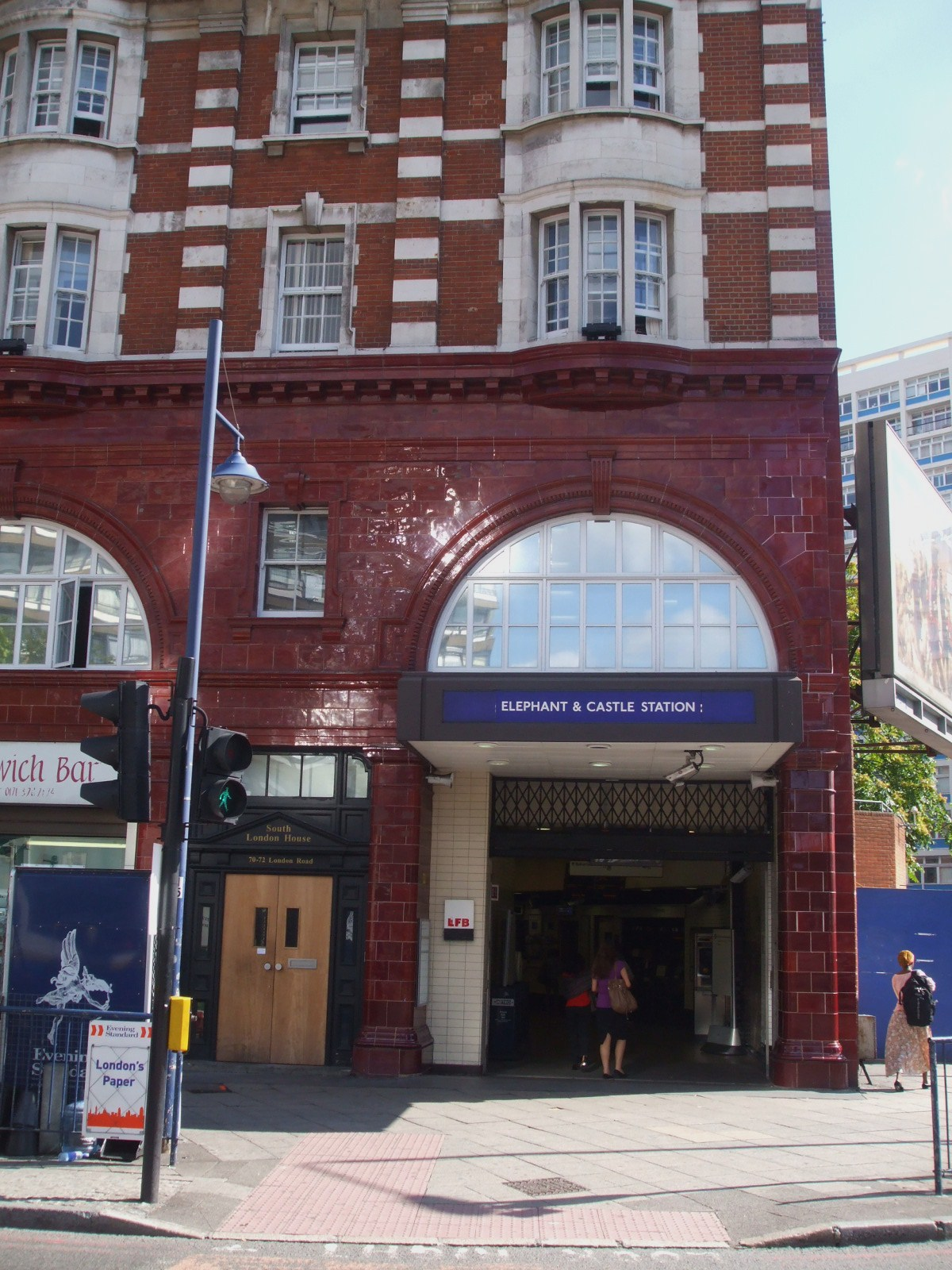
Entrada a la estación de metro de Elephant and Castle situada en la confluencia de Newington Causeway con la rotonda de Elephant and Castle

Newington Causeway es una carretera en Southwark, Londres, entre la confluencia de Elephant and Castle y Borough High Street. La estación de metro de Elephant and Castle se encuentra en el extremo sur. La carretera sigue la ruta de la antigua calle romana Stane Street.
En 1912, se inauguró en Newington Causeway un ambulatorio en el Hospital de Mujeres y Niños del Sur de Londres usando fondos recaudados por Harriet Shaw Weaver, editora de The Freewomen, y otras feministas.
El residencial Metro Central Heights (originalmente conocido como la Casa de Alexander Fleming), un conjunto de bloques de pisos de principio de la década de 1960 diseñado por Ernő Goldfinger para oficinas, posteriormente convertidos en viviendas, se sitúa en el extremo sur de la carretera. El Ministry of Sound, una famosa discoteca, se encuentra en Gaunt Street, a escasa distancia de Newington Causeway. También aquí se encuentra el Juzgado de lo Penal de Londres Interior, un Tribunal Superior de lo Penal de Inglaterra y Gales, y el Centro de Negrocios Jurídicos de Newington.
El Instituto de Optometría, anterior Hospital de la Refracción de Londres, está en el 56-62 de Newington Causeway.
El cuartel general del Ejército de Salvación de Reino Unido y República de Irlanda tienen un gran edificio en el 101 de Newington Causeway.
La carretera forma parte de la A3.

## Conexiones principales con calles y carreteras
- Borough High Street
- Borough Road
- La rotonda de Elephant and Castle
- Gaunt Street
- Harper Road
- Southwark Bridge Road